# Mercedes-Benz Classe X
A Classe X é uma Caminhonete  de porte médio produzida pela fabricante alemã, Mercedes-Benz. Ela foi apresentada oficialmente no dia 18 de julho de 2017 na Cidade do Cabo, África do Sul.

## História

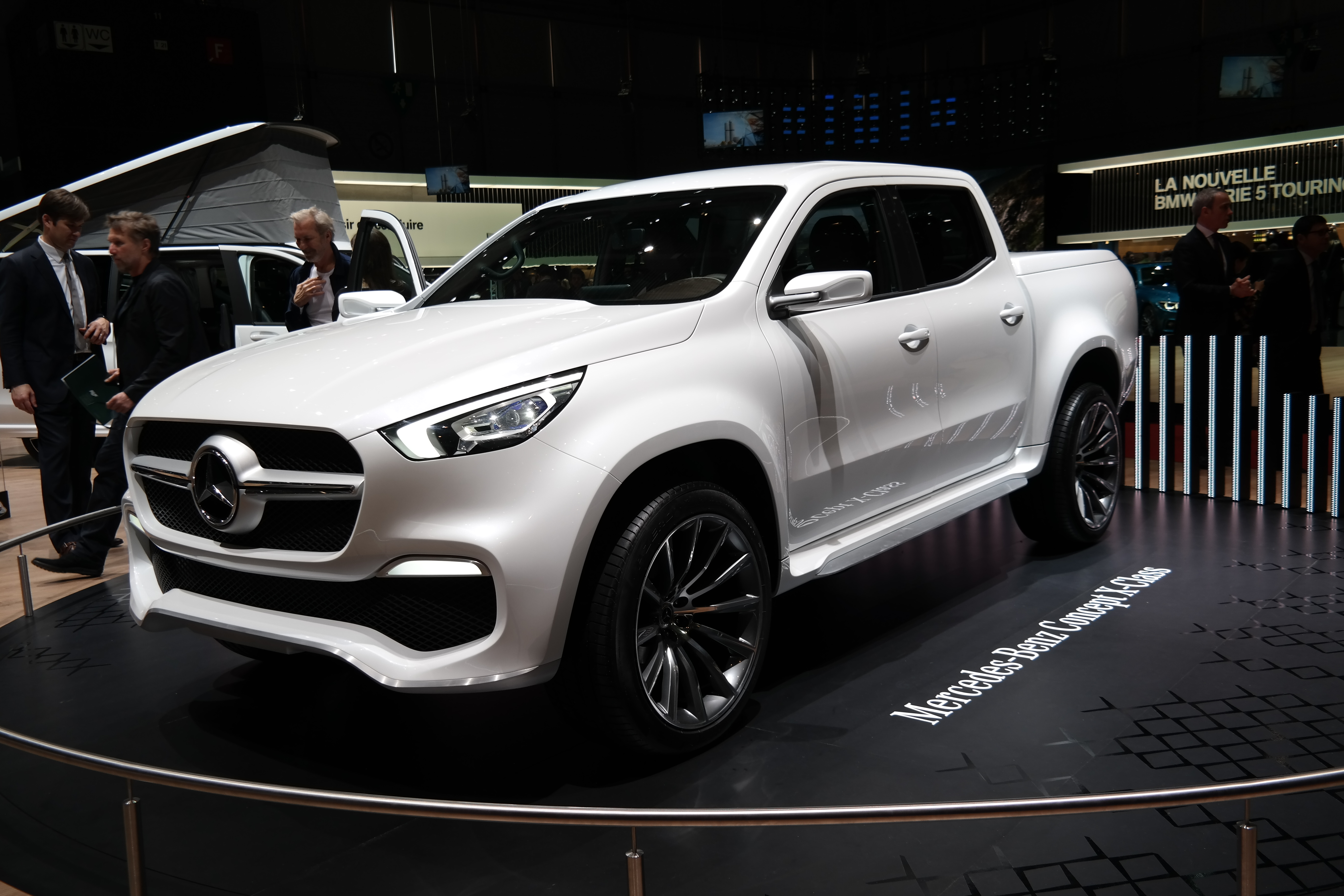
Mercedes-Benz Concept X-Class no Salão de Genebra

O modelo foi apresenta em sua forma conceitual pela primeira vez durante o Salão Internacional do Automóvel de Genebra de 2016. O modelo conceitual foi apresentado em duas variantes: Stylish Explorer que é uma versão de luxo e um pouco esportiva, e a Powerful Adventurer que era uma versão aventureira preparada para as intempéries que uma picape iria enfrentar.
Em 18 de julho de 2017, a Mercedes-Benz apresentou oficialmente sua primeira caminhonete de porte médio. A caminhonete dividirá plataforma com a Nissan Frontier (também conhecida por Nissan Navara) e a Renault Alaskan, como parte da estratégia de expansão adotada pela empresa. Ela será produzida na planta fabril da Renault em Córdova, Argentina e em Barcelona, Espanha na planta da Nissan.